# Cologne Grand Prix 1978
Il Cologne Grand Prix 1978 è stato un torneo di tennis giocato sul cemento indoor. È stata la 3ª edizione del Cologne Grand Prix, che fa parte del Colgate-Palmolive Grand Prix 1978. Si è giocato a Colonia in Germania, dal 30 ottobre al 5 novembre 1978.

## Campioni

### Singolare
Wojciech Fibak ha battuto in finale  Vijay Amritraj con il punteggio di 6–2, 0–1, ritiro

### Doppio
Peter Fleming /  John McEnroe hanno battuto in finale  Bob Hewitt /  Frew McMillan con il punteggio di 6–3, 6–2